# Knob Creek
 (mars 2025).
Si vous disposez d'ouvrages ou d'articles de référence ou si vous connaissez des sites web de qualité traitant du thème abordé ici, merci de compléter l'article en donnant les références utiles à sa vérifiabilité et en les liant à la section « Notes et références ».

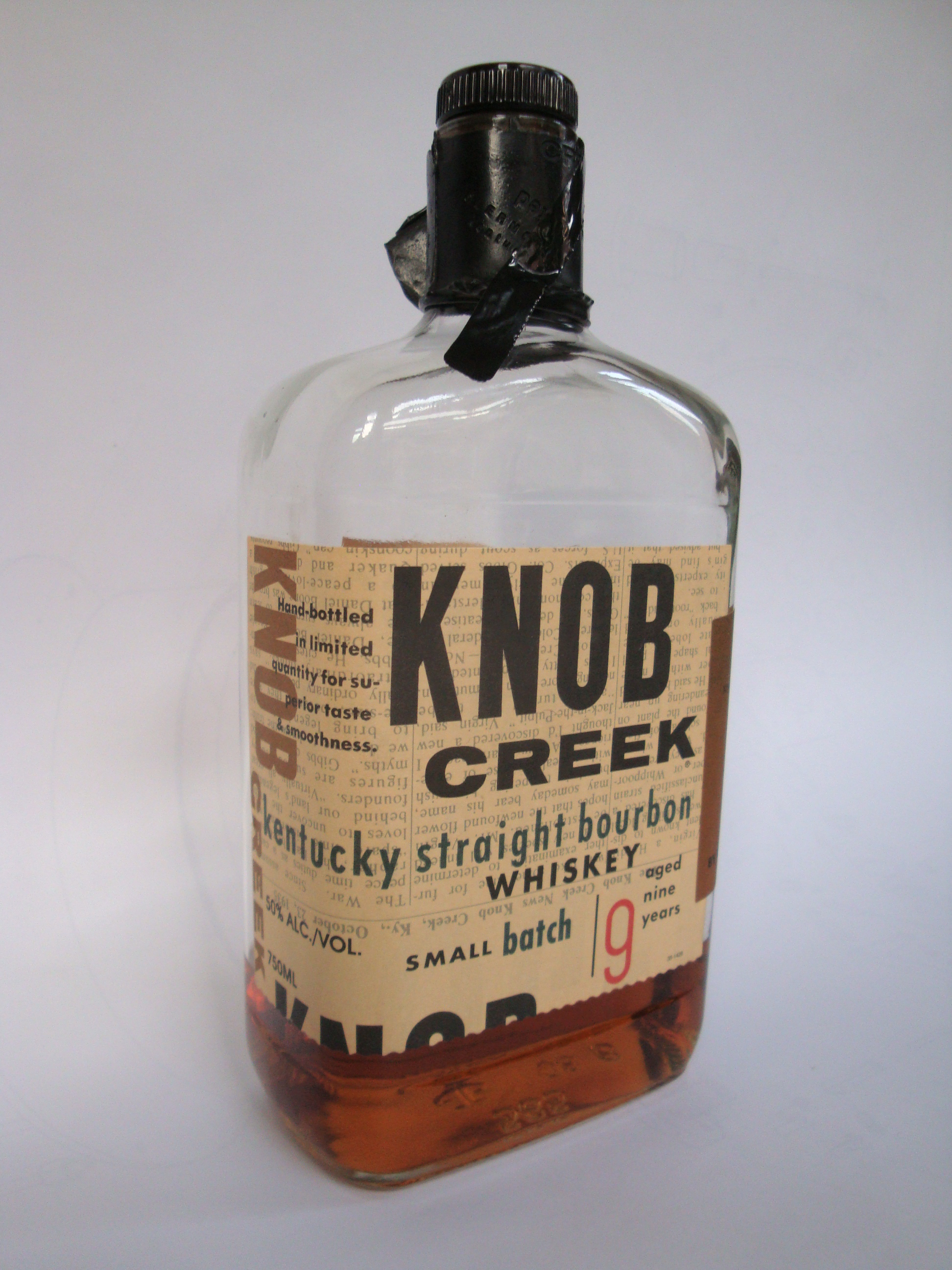
Bouteille de Knob Creek.

Knob Creek est une marque de bourbon.
Produit à la distillerie Jim Beam au Kentucky par Beam Suntory, c'est l'un des quatre small batchs de Jim Beam avec Booker's, Baker's et Basil Hayden's.